# Guang'an (Guang'an)
30°28′27″N 106°38′29″Ø / 30.47417°N 106.64139°Ø
Guang'an (kinesisk: 广安区; pinyin: Guǎng'ān Qū) er et bydistrikt i bypræfekaturet Guang'an i provinsen Sichuan i Folkerepublikken Kina. 
Deng Xiaoping blev født her.

## Eksterne link
- Offisielle hjemmesider Arkiveret 25. maj 2009 hos  Wayback Machine